# Бескласно друштво
Бескласно друштво је друштво у којем нико није рођен у друштвеној класи као у класном друштву.
Разлике у богатству, приходима, образовању, култури или друштвеним мрежама могу се појавити и само би биле одређене индивидуалним искуством и достигнућима у таквом друштву. Дакле, концепт не поставља одсуство друштвене хијерархије већ ненаследност класног статуса. Хелен Кодер дефинише друштвену класу као сегмент заједнице чији чланови показују заједнички друштвени положај у хијерархијском рангу. Кодер сугерише да је право класно организовано друштво оно у коме је хијерархија престижа и друштвеног статуса подељена на групе. Свака група са својим друштвеним, економским, ставовима и културним карактеристикама, и свака има различите степене моћи у одлучивању заједнице.
Бекласна друштва се могу постићи бројним средствима, као што су укидање наслеђа, успостављање друштвеног власништва и моделирање друштвених структура као што је примећено у МАРЕЗ-у, Револуционарној Каталонији и праисторијским племенима.

## Бескласност
Термин бескласност је коришћен за описивање различитих друштвених појава.
У друштвима у којима су класе укинуте, обично је резултат добровољне одлуке чланства да се формира такво друштво како би се укинула претходна класна структура у постојећем друштву или да се формира нова без икакве. Ово би укључивало комуне модерног периода као што су различите америчке утопијске заједнице или кибуци, као и револуционарне и политичке акте на нивоу националне државе као што су Париска комуна или Руска револуција. Укидање друштвених класа и успостављање бескласног друштва примарни је циљ анархизма, комунизма и слободарског социјализма.
Према Улриху Беку, бескласност се постиже класном борбом: „Колективни успех са класном борбом је оно што институционализује индивидуализацију и раствара културу класа, чак и под условима радикализације неједнакости“. У суштини, бескласност ће постојати када неједнакост и неправда доведе у редове идеје друштва о потреби за друштвеним рангирањем и хијерархијом.
Док Ролф Бекер и Андреас Хаџар тврде да је класни идентитет ослабио, у том „класном положају више не ствара дубок осећај идентитета и припадности“, други тврде да класа наставља да утиче на животе, као што је то како је успех деце у образовању у корелацији са богатством њихових родитеља.

## Марксистичка дефиниција
У марксистичкој теорији, племенско друштво ловаца-сакупљача, примитивни комунизам, било је без класа. Сви су били једнаки у основном смислу као припадници племена и различити функционални задаци примитивног начина производње, ма колико они били крути и слојевити, нису и нису могли само због бројности да произведу класно друштво као такво. Са преласком на пољопривреду, развојем производних снага развила се могућност да се направи вишак производа, односно да се производи више од онога што је неопходно за задовољење непосредних потреба. Према марксизму, ово је такође омогућило развој класног друштва јер се вишак производа могао користити за исхрану владајуће класе која није учествовала у производњи.

## Либертаријански социјализам
Либертаријански социјализам, који се такође назива левичарски либертаријанизам, социјални анархизам, социјални либертаријанизам и социјалистички либертаријанизам, је група анти-ауторитарних социјалистичких политичких филозофија која одбацује социјализам као централизовано државно власништво и контролу над економијом, коју сматрају државним капитализмом. Политичка филозофија је проучавање фундаменталних питања о влади, држави, правосуђу, политици, слободи и спровођењу правног кодекса од стране ауторитативног тела. Према Чарлсу Лармору, други приступ види политичку филозофију као слободу да се дисциплинује према основним карактеристикама људског стања које чине реалност политичког живота.
Либертаријанизам је скуп политичких филозофија и покрета који подржавају слободу као основни принцип. Либертаријанци настоје да максимизирају политичку слободу и аутономију, истичући слободу избора, добровољног удруживања и индивидуалног просуђивања. Либертаријанци деле скептицизам према ауторитету и државној моћи, али се разликују по обиму њиховог противљења постојећим политичким и економским системима. Различите школе либертаријанске мисли нуде низ погледа у вези са легитимним функцијама државне и приватне моћи, често позивајући на ограничавање или распуштање принудних друштвених институција.
Прошле и садашње политичке филозофије и покрети који се обично описују као либертаријански социјалистички укључују анархизам (посебно анархокомунизам, анархосиндикализам, колективистички анархизам и мутуализам), као и аутономизам, комунализам, партиципизам, цеховски социјализам, слободарски марксистички револуционизам филозофије као што су саветни комунизам и луксембургизам, као и неке верзије утопијског социјализма и индивидуалистичког анархизма.